# Rivaldinho
Rivaldo Vítor Borba Ferreira Júnior, meglio noto come Rivaldinho (San Paolo, 29 aprile 1995), è un calciatore brasiliano, attaccante dei Qingdao Hongshi.

## Biografia
Figlio del Pallone d'oro 1999 Rivaldo, con cui ha avuto modo di giocare; i due tra l'altro sono anche andati entrambi a segno nella stessa partita nel 2015.

## Caratteristiche tecniche
Rivaldinho è un attaccante polivalente – in possesso di discrete qualità tecniche – in grado di agire da centravanti, trequartista, esterno sinistro, o seconda punta.

## Carriera
Muove i suoi primi passi nel Mogi Mirim - società di cui è presidente il padre Rivaldo - prima di essere acquistato dal Boavista il 1º settembre 2015, approdando così in Europa. Esordisce in Primeira Liga il 2 gennaio 2016 contro il Moreirense, subentrando al 57' al posto di Renato Santos. Il 18 gennaio 2016 viene tesserato dall'XV de Piracicaba, tornando così in Brasile. Il 10 maggio passa a parametro zero dall'Internacional - con cui firma un contratto biennale - che il 13 agosto lo cede in prestito fino a dicembre al Paysandu.
Il 7 febbraio 2017 la Dinamo Bucarest ne annuncia l'ingaggio per tre stagioni e mezzo. Esordisce nelle competizioni europee il 27 luglio 2017 contro l'Athletic Bilbao - partita valida per i preliminari di Europa League - sostituendo Azer Bušuladžić nell'intervallo e segnando con una conclusione da fuori area, la rete che consente ai rumeni di pareggiare l'incontro per 1-1.
Il 27 gennaio 2018 viene acquistato dal Levski Sofia, con cui firma un contratto valido fino al 2020.
Dopo una parentesi di una stagione e mezzo al Viitorul Costanza in Romania, il 13 agosto 2020 si trasferisce in Polonia accordandosi con il KS Cracovia per tre stagioni.

## Statistiche

### Presenze e reti nei club
Statistiche aggiornate al 14 settembre 2024.
| Stagione                 | Squadra                  | Campionato               | Campionato | Campionato | Coppe nazionali | Coppe nazionali | Coppe nazionali | Coppe continentali | Coppe continentali | Coppe continentali | Altre coppe | Altre coppe | Altre coppe | Totale | Totale |
| Stagione                 | Squadra                  | Comp                     | Pres       | Reti       | Comp            | Pres            | Reti            | Comp               | Pres               | Reti               | Comp        | Pres        | Reti        | Pres   | Reti   |
| ------------------------ | ------------------------ | ------------------------ | ---------- | ---------- | --------------- | --------------- | --------------- | ------------------ | ------------------ | ------------------ | ----------- | ----------- | ----------- | ------ | ------ |
| 2014                     | Mogi Mirim               | A1/SP+C                  | 9+12       | 2+1        | CB              | 0               | 0               | -                  | -                  | -                  | -           | -           | -           | 21     | 3      |
| 2015                     | Mogi Mirim               | A1/SP+B                  | 11+15      | 2+6        | CB              | 0               | 0               | -                  | -                  | -                  | -           | -           | -           | 26     | 8      |
| Totale Mogi Mirim        | Totale Mogi Mirim        | Totale Mogi Mirim        | 20+27      | 4+7        |                 | 0               | 0               |                    | -                  | -                  |             | -           | -           | 47     | 11     |
| 2015-gen. 2016           | Boavista                 | PL                       | 1          | 0          | CP+CdL          | 1+1             | 0               | -                  | -                  | -                  | -           | -           | -           | 3      | 0      |
| gen.-giu. 2016           | XV de Piracicaba         | A1/SP+D                  | 12+0       | 3          | CB              | 0               | 0               | -                  | -                  | -                  | -           | -           | -           | 12     | 3      |
| 2016                     | Paysandu                 | A1/PR+B                  | 0+8        | 1          | CB              | 0               | 0               | -                  | -                  | -                  | -           | -           | -           | 8      | 1      |
| feb.-giu. 2017           | Dinamo Bucarest          | L1                       | 1+10       | 0+2        | CR+CdL          | 1+2             | 0               | -                  | -                  | -                  | -           | -           | -           | 14     | 2      |
| 2017-gen. 2018           | Dinamo Bucarest          | L1                       | 19         | 3          | CR              | 2               | 0               | UEL                | 2                  | 1                  | -           | -           | -           | 23     | 4      |
| Totale Dinamo Bucarest   | Totale Dinamo Bucarest   | Totale Dinamo Bucarest   | 30         | 5          |                 | 5               | 0               |                    | 2                  | 1                  |             | -           | -           | 37     | 6      |
| gen.-giu. 2018           | Levski Sofia             | A-PFG                    | 3+5        | 0+1        | CB              | 0               | 0               | UEL                | -                  | -                  | -           | -           | -           | 8      | 1      |
| 2018-gen. 2019           | Levski Sofia             | A-PFG                    | 4          | 0          | CB              | 1               | 0               | UEL                | 0                  | 0                  | -           | -           | -           | 5      | 0      |
| Totale Levski Sofia      | Totale Levski Sofia      | Totale Levski Sofia      | 12         | 1          |                 | 1               | 0               |                    | 0                  | 0                  |             | -           | -           | 13     | 1      |
| gen.-giu. 2019           | Viitorul Costanza        | L1                       | 4+7        | 0+2        | CR              | 4               | 2               | UEL                | -                  | -                  | -           | -           | -           | 15     | 4      |
| 2019-2020                | Viitorul Costanza        | L1                       | 16+12      | 6+5        | CR              | 0               | 0               | UEL                | 0                  | 0                  | SR          | -           | -           | 28     | 11     |
| Totale Viitorul Costanza | Totale Viitorul Costanza | Totale Viitorul Costanza | 39         | 13         |                 | 4               | 2               |                    | 0                  | 0                  |             | -           | -           | 43     | 15     |
| 2020-2021                | KS Cracovia              | EK                       | 24         | 1          | CP              | 5               | 1               | UEL                | 1                  | 0                  | SP          | 1           | 0           | 31     | 2      |
| 2021-2022                | KS Cracovia              | EK                       | 19         | 1          | CP              | 1               | 0               | -                  | -                  | -                  | -           | -           | -           | 20     | 1      |
| Totale KS Cracovia       | Totale KS Cracovia       | Totale KS Cracovia       | 43         | 2          |                 | 6               | 1               |                    | 1                  | 0                  |             | 1           | 0           | 51     | 3      |
| 2022-2023                | U Craiova                | L1                       | 20+3       | 1          | CR              | 2               | 0               | UECL               | 2                  | 0                  | -           | -           | -           | 27     | 1      |
| 2023-2024                | Farul Costanza           | L1                       | 25+10      | 5+1        | CR              | 2               | 0               | UCL+UECL           | 2+6                | 0+2                | SR          | 1           | 0           | 46     | 8      |
| 2024-2025                | Farul Costanza           | L1                       | 9          | 3          | CR              | 0               | 0               | -                  | -                  | -                  | -           | -           | -           | 9      | 3      |
| Totale Farul Costanza    | Totale Farul Costanza    | Totale Farul Costanza    | 44         | 9          |                 | 2               | 0               |                    | 8                  | 2                  |             | 1           | 0           | 55     | 11     |
| Totale carriera          | Totale carriera          | Totale carriera          | 259        | 46         |                 | 22              | 3               |                    | 13                 | 3                  |             | 2           | 0           | 296    | 52     |

## Palmarès

### Club

#### Competizioni nazionali
- Coppa di lega rumena: 1

Dinamo Bucarest: 2016-2017
- Coppa di Romania: 1

Viitorul Costanza: 2018-2019
- Supercoppa di Polonia: 1

KS Cracovia: 2020